# Дземйонна
Дземйонна (пол. Dziemionna, нім. Minutsdorf) — село в Польщі, у гміні Нова-Весь-Велька Бидґозького повіту Куявсько-Поморського воєводства.
Населення — 611 осіб (2011).

## Демографія
Демографічна структура станом на 31 березня 2011 року:
|          | Загалом | Допрацездатний вік | Працездатний вік | Постпрацездатний вік |
| -------- | ------- | ------------------ | ---------------- | -------------------- |
| Чоловіки | 304     | 77                 | 208              | 19                   |
| Жінки    | 307     | 69                 | 204              | 34                   |
| Разом    | 611     | 146                | 412              | 53                   |